# 798 Ruth
798 Ruth је астероид главног астероидног појаса са пречником од приближно 43,19 .
Афел астероида је на удаљености од 3,135 астрономских јединица (АЈ) од Сунца, а перихел на 2,894 АЈ.
Ексцентрицитет орбите износи 0,040, инклинација (нагиб) орбите у односу на раван еклиптике 9,226 степени, а орбитални период износи 1911,977 дана (5,234 година).
Апсолутна магнитуда астероида је 9,44 а геометријски албедо 0,158.
Астероид је откривен 21. новембра 1914. године.